# Séguéla
Séguéla es un departamento de la región de Worodougou, Costa de Marfil. En mayo de 2014 tenía una población censada de 198 445 habitantes.
Se encuentra ubicado en el centro-oeste del país, cerca del río Sassandra.